# 八木奈々
八木 奈々（やぎ なな、2000年〈平成12年〉9月3日 - ）は、日本のAV女優。長野県出身。マインズ所属。

## 略歴
2019年12月13日に『新人AVデビュー19歳八木奈々 新世代スター候補10年に1人の純真ピュア美少女』でMOODYZ専属女優としてデビュー。
2020年6月、グラフィスが選ぶヌード美女10人の一人に選出され、週刊ポストに撮りおろしグラビアが掲載された。月刊FANZA発表「このAV女優がすごい!2020夏」新人部門7位獲得。
2021年はウェブドラマ『私の"好き"って変ですか? Case.02』で主演を務め、本格的な演技に初挑戦し、『全裸監督2』では風間ナギ役を務めるなど一般ドラマ作品にも進出。2021年8月発表「読者300人が選んだFLASH2021セクシー女優ランキング」読者投票63位。
2023年には下着ブランド「GEMINItale」でモデルを務めた。
2023年10月5日にトム・ブラウン × 八木奈々 & 未歩なな & 古川ほのかチームで『舞台版 月ともぐら 胸キュングランプリ』の舞台に立ち、単車とかわいい女の子を合体させた単車ガールズのブラックを演じ、歌とダンスのアイドルライブも行なった。これをきっかけに、『お月ちゃんのうた』プロジェクトの第1弾として3人が『Mi LUNA from お月ちゃんのうた』のメンバーとなり、2023年12月22日配信デビューする。
2023年12月11日週FANZA動画フロアランキングにて、2021年発売の『はじめて彼女ができたのにど田舎はやる事がなくて汗だくでエンドレス無制限SEXしまくった 八木奈々』が、9位に再浮上しランクイン。
2024年1月30日から2月4日まで、渋谷ルデコで開催されたデジタル写真集「CountSheep（カウントシープ）」、「#Escape（エスケープ）/#LadyMary（レディマリー）」、「とられち」の合同写真展『360° -フィクションとリアル-』にて作品が展示され、1月30日に在廊した。
同年5月6日週FANZA通販フロアランキングにて、イメージビデオ作品『天使と小悪魔のちょうど真ん中 八木奈々』（FAIR & WAY）が初登場3位を記録。FANZA通販フロア2024年5月度月間AV女優ランキングにおいて、8位にランクイン。FANZA通販フロア2024年8月度女優ランキング第4位。
同年8月26日週FANZA動画フロアランキングにて、『カラミざかりVR SIDE:T&K ダブルパック』が7位にランクインした。
同年9月23日週FANZA通販ランキングでは共演作『【MOODYZ! S1! アイデアポケット!】 美少女パラダイス 夢の大共演スペシャル!! 古川ほのか 未歩なな 八木奈々』（MOODYZ）が初登場2位にランクイン。
同年10月25日の『舞台版月ともぐら』において、『Mi LUNA from お月ちゃんのうた』の歌唱メンバーから退くことを発表。八木の推薦により、葵いぶきと石原希望が新メンバーとして加入することが決まった。
同年12月にはデビュー5周年を記念し、アトリエY原宿で「　　と　　　　」。新宿・北村写真機店で「　　　　と　　」と題した写真展を2か所同時開催。撮影はいずれも福島裕二が担当する。
同年12月9日週FANZA通販フロアランキングでは『ドリームウーマン Vol.99 八木奈々』が初登場3位ランクイン。このぶっかけ金字塔シリーズにおいて八木は10年ぶりのシリーズ復活の口火を切る役割を果たし、107発の精液を浴びた。本作はコロナによる撮影人数制限が解除されたことで実現。AV新法による男優契約の煩雑さは膨大なものとなったが、それを上回るリターンが見込めたという。AVライターの末吉みちおは本作品を「日本のAV史に燦然と名を刻む傑作」と評している。
2024年12月14日、東京・渋谷 東京カルチャーカルチャーにて開催された猥談噺「春爛漫 -HARURANMAN‐ Ⅱ」に栗山莉緒、桃園怜奈と共に出演。当日は三人とも花魁風の衣裳で登場し、作家が書き下ろした新作の猥談落語を披露した。
2025年2月8日、9日には台湾で開催された「TOP女神台北感謝祭」に招かれ参加した。
同年8月4日週FANZA通販フロアランキングにて、イメージビデオ『不義密通のうわさ 八木奈々 』（FAIR＆WAY）が初登場9位を記録。

## 人物
- 趣味は読書[26]、料理、手芸、ピアノ。家にいるのが好きなインドア派で、自分の時間が好き[27]。料理に関してはSNSに載せる料理はどれもプロ並みの腕前だと話題になった。読書は就寝前に行い、自宅の蔵書は約3000冊[28]（9割が小説、残りが絵本と啓発本[28]）。読書は年間200冊ほど（常に2冊並行読み[29]）。本に関しては蔵書の置き場問題もあり、2024年時点では基本的には図書館で借り[29]、家に置きたい本だけを購入している[29]。

- 花が好きで花のサブスクリプションも行なっている[30]。
- 当時の交際相手に「性的な魅力を感じられない」と突き放されたことをきっかけに[31]、自分に自信や性的な魅力をつけようとアダルト業界サイトを検索。AV事務所として一番わかりやすかったマインズに「男性の喜ぶテクニックは何か」を聞くために所属する[31]。変わった理由だったこともあり、考え直したほうがいいと一度は返されたものの、メーカーのプロデューサーが一目見た瞬間に原石だと感じ、即専属契約が成立。後述のように自己評価の低い八木を高く評価した結果だった。デビューを目前にしたインタビューでは「私なんかを好きになってもらえることは少ないと思うので… 私は評価されるべき人間ではないので…」[32]と答えている。撮影では前日に眠れず目の下にクマを作ってスタジオに来る[33]という。

- AVに関しては前述のように「男性が喜ぶテクニックを知りたい」という理由で訪問したため、デビューまで全く見たことがなく、AVメーカーなどの業界構造も含め、ドラマ作品があることやシリーズものがあることも知らずに面接を受けた[31]。あまりにも無知なため前述のように一度は突き返されたほどだが、プロデューサーにピュアさを絶賛され、「見ると内容をマネしてしまうから、（デビュー作では）素のエロを見せてほしい」と念を押されてしまったこともあり[31]、デビュー4年を迎える2023年頃までAV本編をしっかり見ることがなかった[31]。この時見たのは自分自身の作品で、「作品として観るセックスシーンは「こんな衝撃映像なんだって、衝撃を受けちゃいました」と回答している[31]。

- 座右の銘は「荷心香(かしんかんばし)」[34]、「一言芳恩」[35]。愛読書は筒井康隆の『残像に口紅を』[29][36]。

- 文才やアイドル然とした容姿を評価されることが多いが「私はAV女優なので、綺麗で可愛いだけの写真よりも、エッチだな、この子のAV見てみたいって言われたい」と述べている[37]。
- 尊敬する人物は川上奈々美[38]。欧州で福祉系ボランティア経験があり、将来的には療養に携わる仕事に就くのが目標[39]。
- テレビ番組『月ともぐら』では泣きの演技、怒りの演技など迫真の演技を見せており、その演技力をモグライダーの芝大輔や宮下草薙の草薙ら共演者から評価されている[40]。テレビ番組への出演は反響も大きい[41]。
- 舞台版『月ともぐら』 胸キュングランプリの感想として「私たちは『これが胸キュンだ』と自分たちを騙して言い聞かせてやってました」「次があるなら、またこの3人でやりたいです。今度こそ優勝したい!」と答えている[42]。Mi LUNA from お月ちゃんのうたのデビュー曲のジャケット&アーティスト写真撮影後の感想として「八木奈々を選んで良かったと思われるように、頑張らないといけないなと感じました。不安もありましたが、改めて気が引き締まりました」と答えている[43]。
- 学生時代は中学、高校、大学と受験。中学、高校は中高一貫の女子高だった[44][45]。 古川ほのかいわく「富裕層」[44]。

## 作品

### アダルトビデオ
- 新人AVデビュー19歳八木奈々 新世代スター候補10年に1人の純真ピュア美少女（12月13日、MOODYZ）[46][47]

- 恥ずかしくったってエッチ猛特訓!ぜ～んぶ初体験だよ!性感開発3本番スペシャル（1月13日、ムーディーズ）[48]
- ビックンビックン痙攣が止まらない初イキッ4本番!（2月13日、MOODYZ）[49][50]
- 僕の彼女が不在中に押しに弱そうな早漏妹とこっそりハメまくった同棲中の7日間（3月13日、MOODYZ）
- 激イキ259回!膣痙攣4900回!イキ潮10000㏄!禁欲焦らしオーガズム大覚醒スペシャル!!～30日間溜め込んだ性欲が爆発した一日～（4月13日、MOODYZ）[51]
- 桃尻コス×バックでいっぱいイっちゃった!（5月13日、MOODYZ）
- 瞬イキ敏感ご奉仕メイド（6月13日、MOODYZ）
- 純真ピュア美少女がドキドキ初挑戦 ご奉仕ソープランド（7月13日、MOODYZ）
- 早漏文学美少女初めての見つめ合い追撃絶頂 絶頂直後の敏感オマ●コに突貫ピストン止めない!（8月13日、MOODYZ）
- マジメで無口な幼馴染がモジモジ誘惑パンチラで全力アピール チラ見する僕に興奮しちゃって濡れ染みびっちょり!（9月13日、MOODYZ）
- 感度が高すぎる彼女の結婚直前ネトラレ（11月1日、MOODYZ）
- 史上最もピュアなAV女優八木奈々デビュー1周年作品 台本無しのリアル 生まれて初めて男性と二人きりでイク一泊二日の素顔剥き出しハメまくり温泉旅行（12月2日、MOODYZ）

- 君が好き。 親友が不在中の三日間、親友の彼氏とSEXに溺れた儚くも危険な思い出。（1月1日、MOODYZ）
- 女教師レ×プ輪●～鬼畜イラマ・集団汚辱～（2月1日、MOODYZ）
- 今すぐKissMe舌をず～っと絡ませっ放し濃密ベロキス接吻性交（3月1日、MOODYZ）
- 担任教師の僕は生徒の誘惑に負けて放課後ラブホで何度も、何度も、セックスしてしまった…（4月1日、MOODYZ）
- 密着イチャイチャラブラブ新婚生活 家に帰ると可愛い嫁が必ず誘惑してきます…（2021年5月1日、MOODYZ）[52]
- 大嫌いなセクハラ上司に出張先で無理ヤリ相部屋にさせられた私…（6月1日、MOODYZ）
- 姪と暇つぶし-実写版-（7月1日、MOODYZ）
- はじめて彼女ができたのにど田舎はやる事がなくて汗だくでエンドレス無制限SEXしまくった（8月1日、MOODYZ）
- 性感覚醒ポルチオ開発おま●こ激ピストン潮吹きアクメ（9月7日、MOODYZ）
- 「もう射精してるってばぁ!」状態でも密着汗だくで痴女ってくる妹（10月5日、MOODYZ）
- 大切な彼女がクラスのDQN達に媚薬を使って犯●れキメセク堕ちしているのを見てクズ勃起（11月2日、MOODYZ）
- 「コリコリすぎてウケる!キモカワ先生」 からかい上手の教え子に乳首責められ何度も射精しちゃう僕…（12月7日、MOODYZ）

- 一夜を使い果たして朝陽が昇るまでの二人っきりの自宅でただひたすら八木奈々に痴女られたい。（1月4日、MOODYZ）
- 溜池ゴロー15周年YEARコラボ第12弾 はじめて彼女ができたのに…隣に住む欲求不満な人妻さんに食べられ罪悪感勃起した（1月18日、溜池ゴロー）[53]
- おま●こギュンギュン喰い込み・むにむにハミまん・丸出しくぱぁ 卑猥エロかわ衣装で連続ヌキしてくれる風俗フルコース（2月1日、MOODYZ）
- 両親が不在の間、暇なド田舎に預けられた私は近所のオジさんを誘惑して勝手にまたがり腰を振り続けた…（3月1日、MOODYZ）
- セクシースイーツキャンペーンSpecial DVD!（3月2日、S1 NO.1 STYLE）[54]
- 覗いたのが間違いだった、隣人が夫より巨根だなんて…。（4月5日、MOODYZ）[55]
- 神業ハンドテクで絶対連続射精させてくれる追い手コキメンズエステ（5月3日、MOODYZ）[56]
- 今日はイッてもおしゃぶりヤメないよ タマ竿アナルまで舐め尽くして精子まみれ追撃お掃除フェラチオ（6月7日、MOODYZ）
- どきどき初体験アドリブ全開体当たり!突撃風俗リポート素人チ○ポで絶叫アクメ（7月5日、MOODYZ）
- 社長!娘さんのおま○こ、恐縮ですが最高です!社長の娘=オレのセフレ!早漏イクイク体質な八木さんとの即ハメ社内性交が止められない毎日…（8月2日、MOODYZ）
- 中年店長と2人きりの深夜シフトばかり組まれている内気カノジョ 胸糞NTR（9月6日、MOODYZ）
- 深夜残業 逆NTR 妻が家で待っているのに女上司の寝取り囁き淫語で痴女られた新婚の僕（10月4日、MOODYZ）
- 生意気な幼なじみの後輩と5日間のツンデレ同棲生活（11月1日、MOODYZ）

- おっとり無口な義理姉の無自覚デカ尻に我慢できず即ズボ暴走バックピストン!（1月3日、MOODYZ）[57]
- 「先生、私、教師になる。」進路の相談にのってくれた大事な恩師と母校で再会。唾液と汗と接吻に満ちた放課後の濃密性交（2月7日、MOODYZ）[58]
- ナースさんは射精ホヤホヤ敏感チ●ポを長時間お掃除フェラするのがお好き（3月7日、MOODYZ）
- 「キスして欲しい…」バイト先の後輩がまさかのベロキス魔…我慢なんて出来なかった僕はカノジョの事を忘れてヤリまくった週末。（4月4日、MOODYZ）
- 大嫌いな粘着社長の媚薬キメセクで…淫汁まみれイクイク奉仕させられた可憐秘書（5月2日、MOODYZ）
- 【閲覧注意】ゴミ屋敷に住む異臭オヤジに脳がバグるまでネッチョリ責められ監禁同棲させられた5日間の調教記録（6月6日、MOODYZ）
- 知らない人となんてゼッタイ嫌!と言ってた人見知り彼女が他人ち○ぽで体液まみれでイキ狂う 寝取らせハメ撮りドキュメント（7月4日、MOODYZ）
- 「みんなのお口の恋人だよ」八木奈々フェラチオ4時間BEST（8月1日、MOODYZ）※単体ベスト
- 社内でイジメられてるハミゴ女子社員を優しさで釣って14発ハメる密着汗だく不倫温泉旅行（9月5日、MOODYZ）
- 通勤中の電車で痴漢集団にイキ狂わされた私…怯える無口なOLの身動きを奪って敏感性器をイジくりサイレント輪姦（10月3日、MOODYZ）
- カノジョがいるリア充M男クン家に専属八木奈々デリバリー☆（11月7日、MOODYZ）
- 放課後NTR 担任教師と文化祭終わりにラブホへ消えて行った喧嘩中のカノジョ…（12月5日、MOODYZ）

- 有名ヤリマンギャルに成長した幼馴染と地元で遭遇して3日3晩で12発もぶっこ抜かれた思い出（1月2日、MOODYZ）
- 会社の飲みで終電過ぎて酔うとキス魔になる普段は厳格な女上司の家に泊まったら… 無限ベロキス体位で濃密接吻性交 酔った女のキスとセックスはめちゃくそエロい!キス×多体位!全体位で舌を伸ばしてKISS性交（2月6日、MOODYZ）
- 八木奈々 MOODYZ12時間BEST vol.3 また少し「大人」になった、3年目の「わたし」。（2月20日、MOODYZ）※単体ベスト
- 婚約者のすぐ隣で…ブライダルキメセク媚薬エステで永遠のはしたない絶頂を誓ってしまったワタシ。（3月5日、MOODYZ）
- 元上司の乳首こねくり調教で即イキ早漏体質に開発され再三にわたる乳頭イジりで私の理性も夫への愛も…（4月2日、MOODYZ）
- 「奈々の恥ずかしいアへ顔でシコシコしてね」 耳元で響く激しい吐息と絶頂アエギ声に包まれ大昇天! イクイク見せつけオナニーサポート!脳天直撃ASMR主観（5月7日、MOODYZ）
- ※台本一切無し!一ヶ月禁欲した八木奈々を焦らして寸止めを繰り返し極限まで感度を高めた後のケダモノ大乱交（6月4日、MOODYZ）
- 銀座クラブ八木さんの沼堕ち不倫LOVE接客 僕は妻を忘れて心もチ○ポも八木さんに快楽支配されることを選んだ…（7月2日、MOODYZ）
- 超頭脳派捜査官ナナ 催淫ガス研究所潜入捜査編（8月6日、MOODYZ）
- カラミざかり番外編 ～貴史と飯田～（9月3日、MOODYZ）
- スレンダー女子マネージャーはおま○こ挿れ放題即々ズボズボ性欲解消ペット（10月1日、MOODYZ）
- 【MOODYZ!S1!アイデアポケット!】美少女パラダイス 夢の大共演スペシャル!!古川ほのか 未歩なな 八木奈々[59][60]（11月5日、MOODYZ）
- 八木奈々レ×プ20本番4時間BEST（11月19日、MOODYZ）※単体ベスト
- 隙だらけ人妻の透けデカ尻誘惑に理性ブッ飛び汗だく交尾に明け暮れた骨抜きスケルトン不倫20発（12月3日、MOODYZ）

- 【祝＊八木奈々5周年記念ぶっかけ解禁×10年ぶり復活ドリームウーマン!】ドリームウーマン Vol.99 八木奈々（1月21日、MOODYZ）[21][61][22] ※DVD版とBD版でジャケット写真が異なる。
- ソープ部を新たにつくった生徒会長奈々ちゃんがエッチな衣装で大奮闘!発射無制限サービス（2月4日、MOODYZ）
- 衝撃超スクープ!ハニートラップを仕掛けてナンパ師にお持ち帰りされた八木奈々盗撮スキャンダル映像 そのままAV発売!プライベートSEX丸裸スペシャル（3月4日、MOODYZ）
- ズブ濡れ相部屋NTR 出張先でゲリラ豪雨に遭って下着も心もグチョグチョになるまでひと晩中イカされ続けたワタシ…（4月1日、MOODYZ）[41][62]
- 「ちょ、待っ…!」 からかい挑発パンチラまんチラ乳チラ耳元淫語繰り返された童貞甥っ子が理性ぶっ飛び暴走ピストン J●の激イキをスルーする継続追撃で逆転アクメ（5月6日、MOODYZ）
- ネットで買った媚薬リップでビッチ化した女上司奈々と体液・愛液・精液をぜ～んぶ舐めしゃぶるキマりすぎた下品性交。（6月3日、MOODYZ）
- 日曜の朝、寝起きの奈々が可愛くて起き抜けに一発、二発、三発と… 朝勃ちビンビンな僕のチ○ポでイキまくる奈々 興奮冷めずに夕暮れまでヤリまくっただけの1日。（7月1日、MOODYZ）
- 1ヶ月に1度しか会えない遠距離恋愛中の奈々と僕は互いの浮気心を揉み消しあう様に24時間ヤリまくった （8月5日、MOODYZ）

### アダルトVR
- 八木奈々初VR!! ゆっくりだけどいっぱい! 奈々と2人で気持ちよくなろっ!! 170分2SEX高画質SPECIAL!!（12月2日、MOODYZ）

- 専属・八木奈々VR第2弾! 異常感度女優と初めてのハメ撮りカメラで実現するリアル濃厚SEX! ほぼノーカットの2SEXは臨場感抜群! 生々しく絡み合う没入特化VR!（4月6日、MOODYZ）

- 貴方を甘やかす5つの世界線で優しく射精に誘ってくれるスナック八木奈々（5月26日、MOODYZ）
- カラミざかり SIDE:T VR実写化 原作/桂あいり シリーズ累計販売数500万部突破 伝説の青春同人マンガの世界へ（8月31日、MOODYZ）
- カラミざかり SIDE:K VR実写化 原作/桂あいり シリーズ累計販売数500万部突破 伝説の青春同人マンガの世界へ（8月31日、MOODYZ）

- 何度転生を繰り返しても八木奈々に恥じらいながら告白されて超イチャイチャ恋人エッチできちゃう4つの世界線2SEX! 146分!! （3月3日、MOODYZ）
- 人を愛するということを一から教えてくれたのは家庭教師の八木先生でした（6月24日、MOODYZ）

### イメージビデオ
- ALL NUDE 八木奈々（1月25日、Air control）
- Nana なないろファンタジア・八木奈々（8月5日、REbecca）

- Clarity 八木奈々（4月1日、ファインピクチャーズ）

- etoile 八木奈々（5月26日、ファインピクチャーズ）
- ラブリー 八木奈々（8月28日、Precious Beauty）※DVD版とBD版でジャケット写真が異なる。
- Nana Time 八木奈々（11月28日、Precious Beauty）

- 僕の猟奇的な彼女 八木奈々（2月28日、Precious Beauty）
- 天使と小悪魔のちょうど真ん中 八木奈々（6月11日、FAIR & WAY）
- Best naked 八木奈々（9月28日、CRANE）※DVD版とBD版でジャケット写真が異なる。

- 湯女美人 八木奈々（1月29日、スパイスビジュアル）
- Only You 八木奈々（5月2日、T-NEXT）

### 写真集
- こやぎ。（2020年12月25日、ジーオーティー、撮影：鈴木ゴータ）ISBN 978-4-8236-0113-2 [63]
- らぶぱら 八木奈々（2022年2月26日、竹書房、撮影：マキハラススム）ISBN 978-4-8019-3010-0
- 八木奈々写真集『やぎさん。』（2023年9月20日、ジーオーティー、撮影：SATOSHI）ISBN 978-4-8236-0524-6

### モデル
- スーパー・ポーズブック ヌードプラス編3　(2021年7月18日、コスミック・アート・グラフィック、撮影：KANJI）ISBN 978-4774792354
- Cosplay Fetish Book 八木奈々（2022年9月16日、ジーオーティー、撮影：田村浩章）ISBN 978-4-8236-0357-0
- PIN-UP GIRLS（2023年2月15日、G-STYLE）※参加モデル（50音順）朝倉ここな、うんぱい、小倉由菜、加美杏奈、栗山莉緒、さつき芽衣、白桃はな、宍戸里帆、八木奈々
- プレミアムヌードポーズブック Model 八木奈々（2023年2月21日、ジーオーティー、撮影：田村浩章）ISBN 978-4-8236-0431-7
- WGLuxury Vol.1（2023年4月25日、講談社、撮影：福島裕二）※芸能事務所『マインズ』所属女優6名がモデルを務めるムック本[64]。ISBN 978-4-06-531611-5

### デジタル写真集
- ＃Escape 八木奈々（1月29日配信、ジーオーティー、撮影：manimanium）
- 120ページ全て撮り下ろし! MOODYZ専属女優12名PHOTO BOOK（5月31日、FANZA BEAUTY COLLECTION）※MOODYZ出演女優12名の撮り下ろし写真を収録。FANZA限定配信。
- Count sheep【Nap】八木奈々（7月9日、ジーオーティー、撮影：羊肉るとん）
- Count sheep【Sleep】八木奈々（7月9日、ジーオーティー、撮影：羊肉るとん）
- Nana なないろファンタジア（10月8日、REbecca）
- マインズ14ガールズ 14人の極上ヌード（11月1日、小学館、撮影：市川智也）※芸能事務所『マインズ』所属女優14名によるデジタル写真集[65]。

- セクシースイーツキャンペーン2022オリジナルフォトブック（2月7日、FANZA BEAUTY COLLECTION）※「セクシースイーツキャンペーン2022」キャンペーンガール8名の写真を収録。FANZA限定配信。
- Clarity デジタル写真集 八木奈々（7月12日、ファインピクチャーズ、撮影：SHOOTING STAR）
- ＃バケショ（7月28日、FANZA BEAUTY COLLECTION) ※「オトナのサマーキャンペーン2022」キャンペーンガール（河北彩花、八木奈々、石川澪、梓ヒカリ、小倉七海）の撮り下ろし写真を収録。FANZA限定配信。
- 八木奈々1st写真集『こやぎ。』 増ページ 【デジタル特装版】（9月23日、ジーオーティー、撮影：鈴木ゴータ）※紙書籍版を再編集のうえ、未公開カットを60ページ追加収録した電子書籍限定版。
- みんなあつまれ MOODYZキャンペーン2022 Special Photo Book（11月4日、FANZA BEAUTY COLLECTION）※MOODYZ出演女優32名の撮り下ろし写真を収録。FANZA限定配信。
- とられち 八木奈々（11月9日、TranceRetinal、撮影：コハラタケル）
- プレミアムヌードシリーズ 八木奈々 好きになってもらえますか 週刊現代デジタル写真集（12月23日、講談社、撮影：福島裕二）
- プレミアムヌードシリーズ 八木奈々 ピュア? 週刊現代デジタル写真集（12月23日、講談社、撮影：福島裕二）

- マインズALL STARS お風呂屋さんに行こうよ!（9月11日、小学館、撮影：TADAO）※芸能事務所『マインズ』所属女優6名によるデジタル写真集[66]。

- みんなあつまれ MOODYZキャンペーン2024 スペシャルフォトブック（3月15日、FANZA BEAUTY COLLECTION）※FANZA「みんなあつまれ! MOODYZキャンペーン2024」キャンペーンガール16名の撮り下ろし写真を収録。FANZA限定配信。
- LOVEPOP デラックス 八木奈々 001（5月31日、ラビリンス）
- LOVEPOP デラックス 八木奈々 002（7月19日、ラビリンス）
- LOVEPOP デラックス 八木奈々 003（9月6日、ラビリンス）
- LOVEPOP デラックス 八木奈々 004（10月11日、ラビリンス）
- LOVEPOP デラックス 八木奈々 005（11月29日、ピンク倶楽部）
- MOODYZ COLLECTION vol.2（12月24日、a-list photo anthology）※『MOODYZ』専属女優12名によるオムニバス写真集。

- デジグラ・デラックス 八木奈々 001（1月4日、ラビリンス）
- デジグラ・デラックス 八木奈々 002（1月18日、ラビリンス）
- デジグラ・デラックス 八木奈々 003（2月1日、ラビリンス）
- 八木奈々写真集『やぎさん。』増ページ【デジタル特装版】（2月10日、ジーオーティー、撮影：SATOSHI）※紙書籍版を再編集のうえ、未公開カットを追加した電子書籍限定版。
- MOODYZキャンペーン2025 Special Photo Book（2月21日、FANZA BEAUTY COLLECTION）※「MOODYZキャンペーン2025」キャンペーンガール10名によるデジタル写真集。FANZA限定配信。
- デジグラ・デラックス 八木奈々 004（4月29日、ラビリンス）
- MOODYZ COLLECTION vol.3（5月20日、a-list photo anthology）※『MOODYZ』専属女優11名によるオムニバス写真集。
- MOODYZ COLLECTION vol.4（6月6日、a-list photo anthology）※『MOODYZ』専属女優11名によるオムニバス写真集。

## 製品

### トレーディングカード
- CJ SEXY CARD SERIES（ジュートク）
  - VOL.70 八木奈々 OFFICIAL CARD COLLECTION ～奈々いろの虹～（2020年12月19日）
- Girl’s Party Collection -THE FAN♡FUN Trump-（Girl‘s Party Collection）※複数の女優が参加するトレカ形式のトランプ。
  - 第2弾（2022年8月8日）
  - 第6弾（2024年2月29日）
  - 第7弾（2024年9月13日）

### カレンダー
- 八木奈々 2021年カレンダー（2020年10月17日、トライエックス）
- 卓上 八木奈々 2021年カレンダー（2020年10月17日、トライエックス）
- 八木奈々 2022年カレンダー（2021年10月23日、SUNCARAT）
- 卓上 八木奈々 2022年カレンダー（2021年10月23日、SUNCARAT）
- 八木奈々 2023年カレンダー（2022年10月29日、トライエックス）
- 卓上 八木奈々 2023年カレンダー（2022年10月29日、トライエックス）
- 八木奈々 2024年カレンダー（2023年10月28日、SUNCARAT）
- 卓上 八木奈々 2024年カレンダー（2023年10月28日、SUNCARAT）
- 八木奈々 2025年カレンダー（2024年10月26日、トライエックス）
- 卓上 八木奈々 2025年カレンダー（2024年10月26日、トライエックス）

### アダルトグッズ
オナホール
- JAPANESE REAL HOLE 生 八木奈々（2023年2月24日、EXE）

## 出演

### ウェブバラエティ
- 人気女優は何にハマってる? #おうち時間 の楽しみ方（2020年5月30日、YouTube・KAI-YOU Videos）[67]
- カチコチTV（2020年12月18日 ‐ 、FANZA見放題Chライト）[68]
- そい見ちゃん（2022年1月29日、FANZA見放題chライト）
- 鶴瓶&ナイナイのちょっとあぶないお正月2024（2024年1月1日、ABEMA）- 患者美女[69]
- ロンドンハーツ 究極恋愛シミュレーション ラブマゲドン（2024年9月23日[70]、TELASA）
- デスキスゲーム（2025年9月9日配信予定、Netflix）[71]

### ウェブドラマ
- 私の"好き"って変ですか? Case.02（2021年4月1日、私の好きって変ですか?/YouTube） ‐ ゆめ 役[72]
- 全裸監督2（2021年6月24日 全話配信、Netflix） - 風間ナギ 役
- オンナたちの告白～遥香～（2023年12月6日、監督：貝原クリス亮、「オンナたちの告白」製作委員会）[73]
- 嬢王協奏曲（コンチェルト） 夜の栄冠は美女に輝く（2024年6月5日、ネクスタシーEX、シネマファスト） - 楓花 役[74]
- 嬢王協奏曲2（コンチェルト） キャバ嬢たちの夢踊る旋律（2024年7月3日、ネクスタシーEX、シネマファスト） - 楓花/一条柴乃 役（2役）[75]

### テレビ
- ケンコバのバコバコテレビ（2020年4月、サンテレビ）
- まこりんレディオ（2020年12月20日[76]、エンタ!959）
- 奈々のトビラ（2022年1月16日 ‐ 、エンタ!959）[77]
- 月ともぐら（2023年2月10日 ‐ 3月10日・4月14日 - 5月12日・6月16日 - 9月15日・10月27日 - 2024年1月5日・2月9日 - 3月15日・7月19日 - 8月23日・12月27日 - 2025年1月31日・2月21日 - 3月14日・5月23日 - 6月13日、テレビ東京）
- もう!バカリズムさんの超H! #41（2023年1月30日、フジテレビONE）
- ゴッドタン（2024年5月26日・9月15日 、テレビ東京）
- 見取り図じゃん（2025年2月25日[78]・3月4日、テレビ朝日）

### ラジオ
- ねむチキ（2022年2月6日・13日・7月10日・17日・2023年12月24日・31日・2024年2月11日・2025年4月27日・5月4日・25日・6月1日、TBSラジオ）

### 映画
- 安住の地（2023年11月28日、監督：木村緩菜、オーピー映画） - 新宿ユキ 役[79]
- 異常性欲の夜 うごめく肉唇（2024年8月2日、監督：山内大輔、オーピー映画） - 山川紫乃 役[80]
  - 告知事項アリ（2024年12月4日、OP PICTURES、監督：山内大輔）※上記作品のR15+版[81]。

### オリジナルビデオ
- 蒼い体験 恋するインターン（2025年6月5日、監督：カワノゴウシ、製作：Breeze、販売：アクセスエー） - ののか 役

### 舞台
- 舞台版 月ともぐら 胸キュンコラボグランプリ（2023年10月5日、東京・草月ホール）- 単車ガールズ ブラック 役[82]
- 猥談噺「春爛漫‐HARURANMAN‐Ⅱ」（2024年12月14日、東京カルチャーカルチャー）[23]

### イベント
- 『お月ちゃん大集合!スペシャルトークライブイベント〜ちょっとお時間いいですか?〜』（2024年6月15日、東京・グレースバリ渋谷）[83]
- マインズ15周年popupイベントフィナーレinエターナルステージ（2024年11月17日、東京・秋葉原 eternal stage）[84]

- 『お月ちゃん大集合！スペシャルトークライブイベント2025〜ちょっとお時間いいですか？〜』【夜公演】（2025年6月15日、東京・I’M A SHOW）[85]

### ゲーム
- 銀行マンの下剋上 ～バラ色人生を目指して～（2022年12月6日、AV GAMES、フュージョンプロジェクト）- メイド長・八木奈々 役[86]
- 社長と美女たちの二重奏（2024年3月6日[87]、CREAM SOFT）- ナオミ 役[88]

### WEB掲載記事
- fempass掲載記事
- COVER MODEL Vol.14 八木奈々「肩の力を抜いた先に、きっと“私ならではのエロ”もあるはず」（2022年1月1日）
- セクシー女優 八木奈々は文学少女　筒井康隆が教えてくれた小説の奥深さ（2022年2月27日）
- セクシー女優 八木奈々が過ごす、花と4000冊の本に囲まれた暮らし（2022年8月6日）
- セクシー女優 八木奈々×加美杏奈　友だち圏外な2人が親友になるまで（2022年10月2日）
- MOO lingerie Vol.4「GEMINItale」×八木奈々 柔らかに包み込まれる安らぎと満たされる喜びSERIES -MOO lingerie（2022年10月13日）
- COVER MODEL Vol.47八木奈々「デビューから5年、今後は唯一無二の存在になりたい」（2024年10月1日）
- Make me UP! Vol.7 八木奈々（2024年10月26日）
- 君の温度　第19回　八木奈々（2024年10月31日）
- 彼女たちの瞬間 Vol.2 八木奈々&未歩なな&古川ほのか（2024年11月26日）
- PIECE of NAIL #10 八木奈々とおとぎ話の空色ネイルと、息ができる場所と（2025年5月26日）
- Like a Prince vol.7　八木奈々（2025年6月23日）

## 執筆

### 連載
- 今週のエロ川柳（2020年5月9日[89] ‐ 、メンズサイゾー） - 選者[90]
- TheBookNook（2023年6月30日[91] - 、DRESS）- 書評コラム